# 松野幸泰
松野 幸泰（まつの ゆきやす、1908年（明治41年）10月13日 - 2006年（平成18年）5月22日）は、日本の政治家。岐阜県知事、自由民主党衆議院議員。孫は自民党衆議院議員の棚橋泰文。妻は43年間穂積村・町長（現：瑞穂市）を務めた松野友。子に元岐阜県議会議員松野幸昭と前瑞穂市長の松野幸信がいる。

## 来歴・人物
岐阜県本巣郡穂積村（現・瑞穂市）出身。名古屋育英商業学校（現：東邦高校）卒業、岐阜県農業講習所（現：岐阜農林大学校）入所。その後、兵役を経て、家業の農業に従事した後、1933年9月「松野メリヤス」を創業。
穂積村会議員で、戦時中は翼壮の構成員となる。そのため戦後は公職追放を受ける。追放解除後は岐阜県会議員、岐阜県議会議長を経て、1958年10月、岐阜県知事選に出馬し初当選。1966年まで2期8年務め、伊勢湾台風を教訓とした治山・治水等の安全な県土づくりのほか、“道路知事”とも呼ばれるほど道路整備等の産業・生活基盤の整備に重点を置いた県政発展の基盤づくりを進めて「町も村も豊かな岐阜県」を目指した長期ビジョンを策定したほか、岐阜県庁舎の移転等を実現した。
後に国政へ転じ、1967年1月、衆議院議員選挙に旧岐阜1区から出馬し初当選（当選同期に山下元利・増岡博之・加藤六月・塩川正十郎・河野洋平・中尾栄一・藤波孝生・武藤嘉文・坂本三十次・塩谷一夫・山口敏夫・水野清など）。連続当選8回。時期は不明だが、任期中、田中派に入会。
1981年11月から翌年の11月まで鈴木善幸内閣の国土庁長官や北海道開発庁長官を務め、中部国際空港の整備推進に尽力した。
1987年7月、竹下登を会長とする経世会が結成され、田中派が竹下派、二階堂グループ、中立系に3分裂した際は残留し、二階堂グループに所属した。
1989年、勲一等旭日大綬章受章。1990年の総選挙には出馬せず、政界を引退。1996年、岐阜県名誉県民の称号を授与される。
晩年は入院治療を受けていたが、2006年5月22日午後10時49分、岐阜市内の病院で死去
。97歳没。死後、従三位に叙された。

## 略歴
- 1908年10月 岐阜県本巣郡穂積村下穂積（現：瑞穂市） 松野達の長男として誕生
- 1926年3月 名古屋育英商業学校（現：東邦高校）卒業
- 1926年4月 岐阜県農業講習所（現：岐阜農林大学校）入所
- 1933年9月 「松野メリヤス」を創業
- 1936年7月 穂積村会議員に初当選（以降3期10年）
- 1951年4月 岐阜県会議員に初当選（以降2期7年4ヶ月）
- 1952年5月 副議長に就任
- 1953年3月 議長に就任（以降6期5年5ヶ月）
- 1958年10月 岐阜県知事選に出馬し初当選（以降2期8年）
- 1967年1月 衆議院議員選挙に初当選（以降8期23年）
- 1981年11月 鈴木善幸内閣の国土庁長官・北海道開発庁長官（～1982年11月）
- 1989年 勲一等旭日大綬章受章
- 1996年 岐阜県名誉県民受賞[5]
- 2006年5月 死去（97歳没）[1]